# 舍姆贝格 (措伦阿尔布县)
舍姆贝格（德語：Schömberg，發音：[ˈʃøːmˌbɛʁk] ⓘ）是德国巴登-符腾堡州蒂宾根行政区措伦阿尔布县的城市，面积23.25平方千米，人口为人。